# Die Geschichte des dritten Bettelmönchs

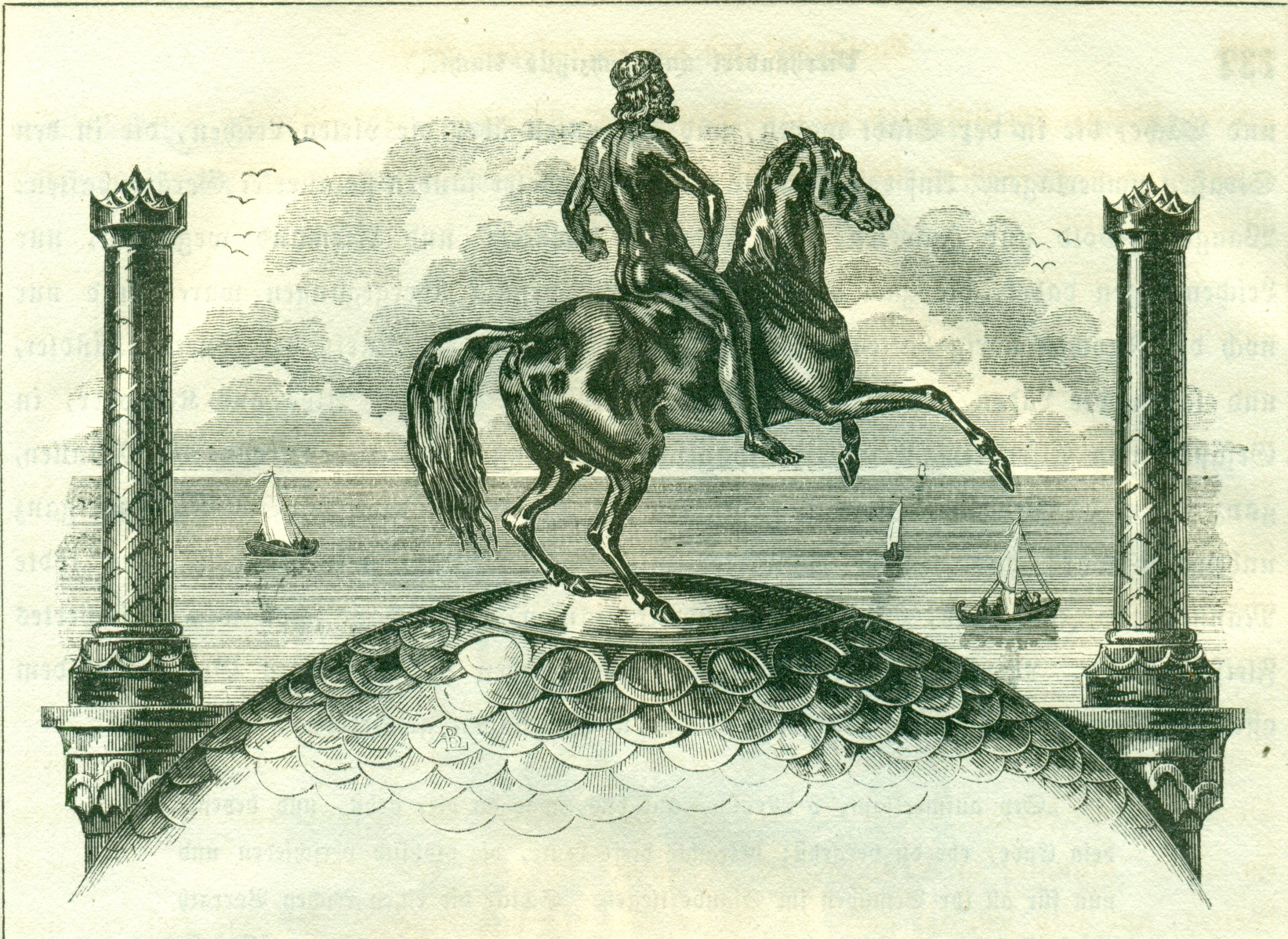
Holzschnitt von Friedrich Gross, 1839

Die Geschichte des dritten Bettelmönchs ist ein Märchen aus Tausendundeine Nacht. Es steht in Claudia Otts Übersetzung als Die Geschichte des dritten Bettelmönchs (Nacht 53–62), bei Gustav Weil als Geschichte des dritten Kalenders.

## Inhalt
Der Erzähler, ein junger König, macht eine Rundfahrt und wird mit Schiff und Mannschaft zum Magnetberg getrieben, wo alle Schiffe zerbrechen. Auf dem Berg steht eine Kuppel, darauf ein Reiter aus Messing, der daran schuld ist. Der König ersteigt den Berg. Auf einen Traum hin gräbt er einen Messingbogen und bleierne Pfeile aus, schießt den Reiter ab und begräbt das Pferd. Das Meer steigt, eine Messingfigur in einem Boot rudert ihn gen Heimat. Als er aber Gottes Namen sagt, kentert es. Schwimmend erreicht er eine Insel. Ein Schiff kommt, er ersteigt einen Baum und sieht einen Vater seinen Sohn mit Vorräten in eine unterirdische Wohnung bringen. Als der allein ist, geht er zu ihm und erfährt, dass er dort vor dem geschützt sein soll, der den Reiter abschoss, weil der ihn töten wird. Er glaubt es nicht, doch rutscht ihm das Messer aus und ersticht ihn. Er sieht den Vater vor Gram auch sterben. Das Meer zieht sich zurück, er kommt zu einem Schloss, wo zehn Einäugige sich jede Nacht mit Ruß schwärzen und selbst schlagen. Er will unbedingt den Grund wissen, lässt sich von Vogel Roch auf einen Berg tragen und kommt zu einem Palast. Dort verwöhnen ihn 40 Mädchen, jede Nacht schläft eine andere mit ihm. Nach einem Jahr aber gehen sie aus, er darf unterdessen in jede Kammer sehen, nur eine nicht. Er tut es doch, findet ein Flugpferd, das trägt ihn auf ein Schloss und schlägt ihm mit dem Schweif ein Auge aus. Es ist das Schloss der Einäugigen, doch sie nehmen ihn nicht mehr auf.

## Einordnung

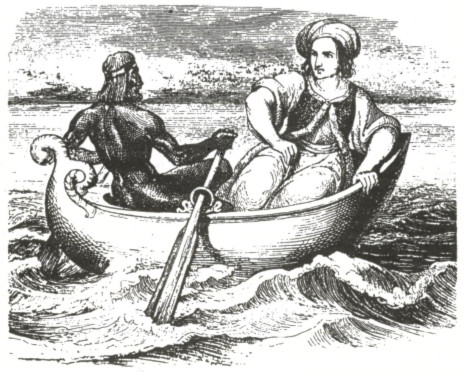
Holzschnitt von Friedrich Gross (vermutlich)

Es erzählt der dritte Bettelmönch aus Der Träger und die drei Damen, es folgt Die Geschichte der ersten Dame, der Hausherrin. Der Roch ist ein starker Riesenvogel (auch in Sindbad der Seefahrer).
Begierde und Schuld sind hier dargestellt in Magnetberg, Einäugigkeit und verbotener Tür. Letztere kennen auch Märchen in Europa, siehe Blaubart, Flugpferde mehr im Orient, etwa Die Geschichte vom Ebenholzpferd, Das Zauberpferd.
Die Brüder Grimm nennen das Märchen in ihrer Anmerkung zu Fitchers Vogel. Die Verzweiflung des Kapitäns angesichts des Verhängnisses mag auch Wilhelm Hauff bei Die Geschichte von dem Gespensterschiff inspiriert haben. Paul Maars kürzere, kindgerechte Fassung Die beiden Türen in Der Tag, an dem Tante Marga verschwand und andere Geschichten beruht wohl auf dem Märchen.
Nikolai Andrejewitsch Rimski-Korsakows sinfonische Dichtung Scheherazade bezog sich im Titel des vierten Satzes darauf.
Der Film Erotische Geschichten aus 1001 Nacht (1973) bringt die Mordepisode, wobei der Vater ihn mit seinem Sohn verwechselt.